# 桂川力蔵 (大正)
桂川 力蔵（かつらがわ りきぞう、1895年9月30日 - 1955年1月7日 ）は、青森県東津軽郡野内村出身で入間川部屋に所属した元大相撲力士。本名は根井 蔵次郎。最高位は東十両5枚目。

## 来歴
1916年入間川部屋に入門、同年5月場所「中ノ汐」の四股名で初土俵を踏む。翌1917年1月場所から「桂川」に改名した。1921年1月場所新十両。この場所は3勝2敗と勝ち越した。場所後の台湾巡業に向かう途中、左目が急に痛み出し、急遽治療のため日本に戻った。診察の結果原因は不明だった。その後は治療に専念したが5月場所は全休。病状が悪化しついに失明した。失明により相撲が取れなくなったため、この場所限りで廃業した。
廃業後は北海道に渡り、運送会社に勤めた。1955年に死去した。